# Adrián Campos
Adrián Campos Suñer (Alcira, Valencia, 17 de junio de 1960-Alcira, 27 de enero de 2021) fue un piloto de automovilismo español. Compitió en la Fórmula 1 en 1987 y 1988 con el equipo Minardi. Fundador de las escuderías Campos Racing y HRT Formula 1 Team, destacó como mánager y descubridor de jóvenes pilotos con talento, entre los que destacan Fernando Alonso, Antonio García, o Álex Palou.

## Carrera deportiva
Tras debutar en la Fórmula Nacional y competir durante dos años en la Fórmula 3 Europea con la Escudería Avidesa, fue el primer piloto español que finalizó entre los tres primeros en un campeonato internacional de Fórmula 3, consiguiendo para Volkswagen Motosport el tercer puesto en el campeonato alemán de 1985. Debutó en la F3000 de la mano de Peter Gethin, siendo fichado por Lola poco antes del final de la temporada y trabajando ocasionalmente para Tyrrell F1. 
En 1987 fue fichado por Minardi para participar en el Mundial de F1 gracias al patrocinio de la empresa valenciana Lois. Participó en 21 grandes premios debutando el 12 de abril de 1987. Diversos problemas mecánicos y de puesta a punto le impidieron tanto a él como a su compañero Alessandro Nannini puntuar en el Mundial, si bien el italiano lograba hacer a menudo actuaciones mucho más destacadas que le valieron un asiento en el equipo Benetton en 1988. Estas circunstancias le llevaron a completar dos de las 21 carreras en que tomó la salida, obteniendo un 14.º puesto en España como mejor resultado. Un año más tarde, con Luis Pérez-Sala de compañero y tras una mala racha de resultados en las rondas de Mónaco, México y Canadá donde no consiguió clasificar, fue despedido del equipo en sustitución de Pierluigi Martini, retirándose así de la F1 a mediados de 1988.
Cuatro años después aceptaría la oferta de FIAT España para regresar a la competición en el Campeonato de España de Turismos para ayudar a Antonio Albacete a conseguir el título de la división dos. Posteriormente con Alfa Corse logró ganar la temporada 1994 a los mandos de un Alfa Romeo 155. Finalmente, Campos se retiró de las carreras poco después de disputar las 24 Horas de Le Mans de 1997 a bordo de un Ferrari 333.

### Gestión de escuderías

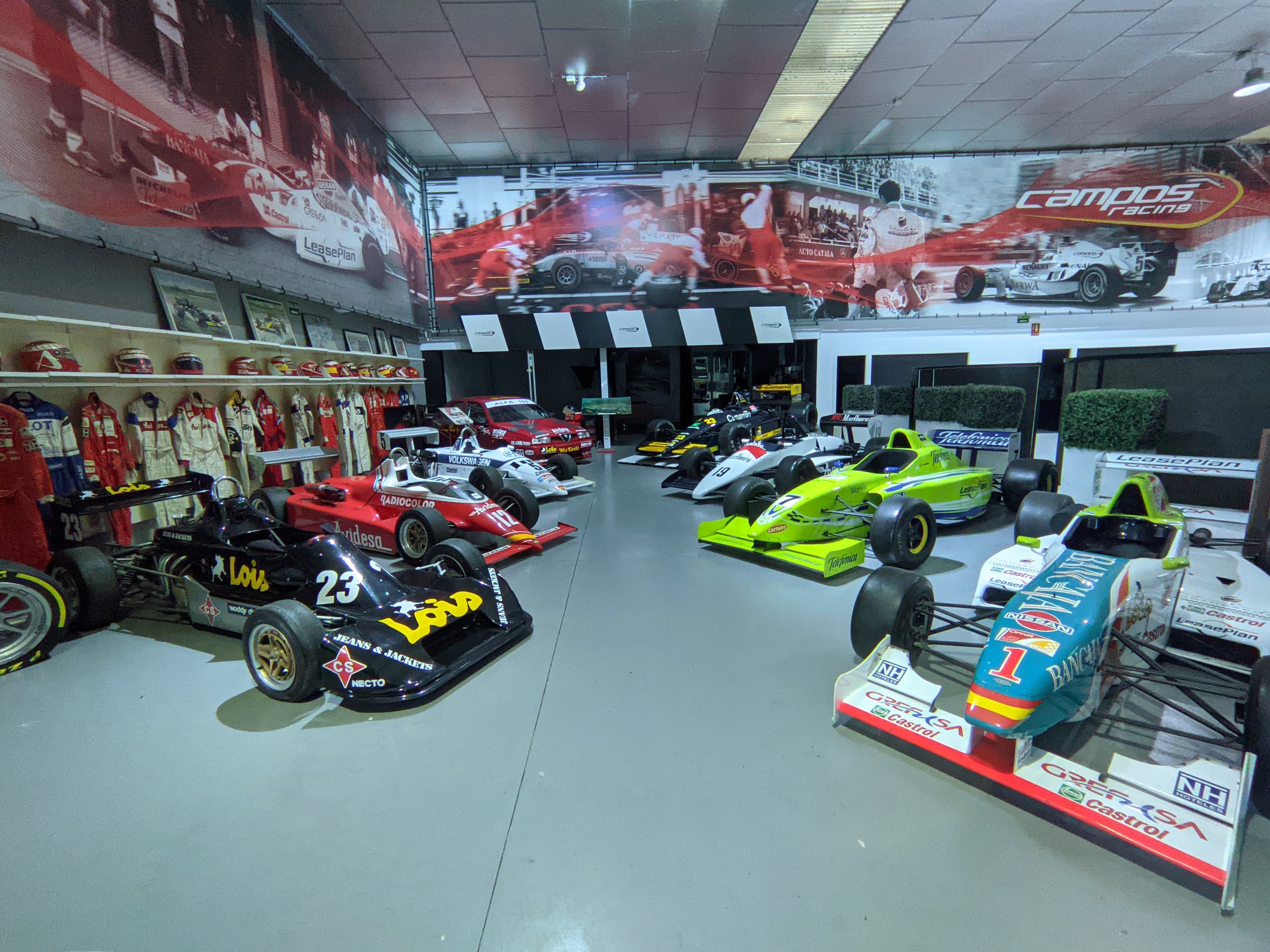
Legado de Adrián Campos y Campos Racing

Tras retirarse (por primera vez) de la competición activa, impulsó la creación de Bravo F1 en 1992 formando parte de su directiva junto a Jean Francois Mosnier, aprovechando su experiencia como piloto de F1. Contrató a Nick Wirth y a Jordi Gené como piloto de pruebas. Sin embargo, la repentina muerte de Mosnier condicionó económica y moralmente el proyecto, que acabaría no llevándose a cabo. 
En 1997 fundó Adrián Campos Motorsport, que más tarde se convertiría en Campos Grand Prix y en Campos Racing. Comenzó en la Fórmula Nissan (Open Fortuna by Nissan, Open Movistar by Nissan y Open Telefónica by Nissan), que ganó en tres ocasiones de la mano de Marc Gené, Fernando Alonso y Antonio García, de quienes posteriormente se convertiría en mánager. Hasta el momento de su fallecimiento, fue presidente y CEO del equipo de automovilismo español con más victorias, podios, poles y vueltas rápidas en los circuitos. Durante todos estos años, intentó dar cobijo y apoyo extra en su escudería a muchos pilotos prometedores, entre los que destacaron a posteriori Leonardo Pulcini y Álex Palou.
El 12 de julio de 2009, la FIA dio uno de los tres nuevos entrantes de la Fórmula 1 a Campos Grand Prix, que con la adición empresa Meta Image derivó en el Campos Meta F1. La disparidad de métodos y objetivos de ambos, y tras la aparición en escena del empresario José Ramón Carabante, Campos prefirió dar un paso atrás y desvincularse antes que liderar un proyecto que ya no consideraba propio. El entramado derivó en creación del Hispania Racing Team, escudería que compitió tres años (2010-2012) en la F1 bajo la bandera española.

## Comentarista de televisión
En el año 1989 fue comentarista habitual en las retransmisiones de TVE y también en algunas carreras puntuales en 2003, como en los Grandes Premios de Malasia y Brasil de ese mismo año. Años después también participó en diversas transmisiones de F1 en Canal Nou.

## Vida personal
Adrián Campos residió casi toda su vida en Alcira y durante muchos años fue un gran amigo de otro gran deportista local: Jorge Martínez Aspar. Su abuelo materno era Luis Suñer, un destacado industrial en España, fundador de la empresa de congelados Avidesa. Uno de sus tres hijos, Adrián Campos, Jr., también fue piloto de fórmulas y es el actual director de Campos Racing.
Adrián falleció el 27 de enero de 2021, a los sesenta años, a consecuencia de una disección aórtica repentina.

## Resumen de trayectoria
| Temporada    | Series                                | Escudería                                      | Carreras | Victorias | Poles | VR | Podios | Puntos    | Pos.      |
| ------------ | ------------------------------------- | ---------------------------------------------- | -------- | --------- | ----- | -- | ------ | --------- | --------- |
| 1982         | Fórmula Nacional                      | Escudería Avidesa                              | 7        | 0         | 0     | 0  | 2      | 38        | 5.º       |
| 1983         | Fórmula 3 Europea                     | Escudería Avidesa                              | 13       | 0         | 0     | 0  | 0      | 0         | NC        |
| 1984         | Fórmula 3 Europea                     | Bertram Schafer Racing - Volkswagen Motorsport | 10       | 0         | 0     | 0  | 0      | 5         | 13.º      |
| 1984         | Gran Premio de Mónaco de F3           | Bertram Schafer Racing - Volkswagen Motorsport |          |           |       |    |        |           | 12.º      |
| 1985         | Fórmula 3 Alemana                     | Bertram Schafer Racing - Volkswagen Motorsport | 14       | 0         | 0     | 0  | 6      | 128       | 3.º       |
| 1985         | Copa Europea FIA de F3                | Forti Corse                                    |          |           |       |    |        |           | 8.º       |
| 1985         | Gran Premio de Macao                  | Forti Corse                                    |          |           |       |    |        |           | NF        |
| 1986         | Fórmula 3000 Internacional            | Peter Gethin Racing                            | 3        | 0         | 0     | 0  | 0      | 0         | 27.º      |
| 1986         | Fórmula 3000 Internacional            | Lola Racing Cars                               | 2        | 0         | 0     | 0  | 0      | 0         | 27.º      |
| 1986         | Jerez Supersprint (WSC)               | John Fitzpatrick Racing                        |          |           |       |    |        |           | 8.º       |
| 1987         | Fórmula 1                             | Minardi Team                                   | 15       | 0         | 0     | 0  | 0      | 0         | NC        |
| 1988         | Fórmula 1                             | Lois Minardi Team                              | 2        | 0         | 0     | 0  | 0      | 0         | NC        |
| 1992         | Campeonato de España de Turismos      | FIAT Meycom                                    | ?        | 0         | 0     | 0  | ?      | ?         | ?         |
| 1993         | Campeonato de España de Turismos      | Alfa Romeo España                              | 10       | ?         | ?     | ?  | ?      | 47        | 7.º       |
| 1994         | Campeonato de España de Superturismos | Alfa Corse                                     | 10       | 3         | 3     | ?  | 5      | 132       | 1.º       |
| 1995         | Campeonato de España de Superturismos | Alfa Corse                                     | 20       | 2         | 0     | ?  | 3      | 142       | 7.º       |
| 1996         | Maserati Ghibli Open Cup              | ?                                              | 2?       | ?         | ?     | ?  | ?      | Cancelado | Cancelado |
| 1997         | 24 Horas de Le Mans - LMP             | Pilot Racing                                   |          |           |       |    |        |           | NF        |
| 1997         | International Sports Racing Series    | Pilot Racing                                   | 2        | 0         | 0     | 0  | 0      | 0         | NC        |
| 1997         | 4 Horas de Le Mans                    | Pilot Racing                                   |          |           |       |    |        |           | 4.º       |
| Referencias: |                                       |                                                |          |           |       |    |        |           |           |

## Resultados

### Fórmula 1

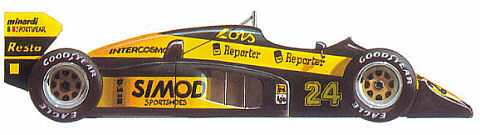
El Minardi M187 en su debut en Fórmula 1.

| Año  | Escudería         | 1       | 2       | 3       | 4       | 5       | 6       | 7       | 8       | 9       | 10      | 11      | 12      | 13     | 14      | 15      | 16      | Pos. | Puntos |
| ---- | ----------------- | ------- | ------- | ------- | ------- | ------- | ------- | ------- | ------- | ------- | ------- | ------- | ------- | ------ | ------- | ------- | ------- | ---- | ------ |
| 1987 | Minardi Team      | BRA DSQ | SMR Ret | BEL Ret | MON DNS | USA Ret | FRA Ret | GBR Ret | GER Ret | HUN Ret | AUT Ret | ITA Ret | POR Ret | ESP 14 | MEX Ret | JPN Ret | AUS Ret | NC   | 0      |
| 1988 | Lois Minardi Team | BRA Ret | SMR 16  | MON DNQ | MEX DNQ | CAN DNQ | USA     | FRA     | GBR     | GER     | HUN     | BEL     | ITA     | POR    | ESP     | JPN     | AUS     | NC   | 0      |

### 24 Horas de Le Mans
| Año  | Equipo       | Copilotos                     | Automóvil      | Clase | Vueltas | Pos. | Pos. Clase |
| ---- | ------------ | ----------------------------- | -------------- | ----- | ------- | ---- | ---------- |
| 1997 | Pilot Racing | Michel Ferté Charlie Nearburg | Ferrari 333 SP | LMP   | 18      | DNF  | DNF        |

## Premios y reconocimientos
- En 1994 de parte del alcalde de su localidad natal, Pedro Grande, la Medalla de Oro de la ciudad con motivo de sus éxitos deportivos, y a su trayectoria en general.
- El 21 de julio de 2009, fue nombrado Hijo Predilecto de la Ciudad de Alcira, siendo alcaldesa Elena Bastidas Bono, y le fue dedicada una avenida con su nombre. En ambos casos el galardón fue otorgado por la unanimidad del consistorio. Ese mismo día se le rindió un homenaje en su ciudad natal, celebrando una exhibición de monoplazas en la avenida dedicada a su abuelo, Luis Suñer.
- Desde 2003, la última curva del Circuit Ricardo Tormo lleva su nombre en su honor.[8]